# Elefante blanco
Elefante blanco is een Argentijnse film uit 2012, geregisseerd door Pablo Trapero.

## Verhaal
Twee priesters, de oude veteraan Julián en zijn jongere collega Nicolás, werken samen met maatschappelijk werkster Luciana in een sloppenwijk in Buenos Aires die bekend staat als Ciudad Oculta. Samen proberen ze de problemen van de buurt op te lossen. Door hun werk worden ze geconfronteerd met de hiërarchie binnen de kerk, de georganiseerde misdaad en de onderdrukking door de politie.

## Rolverdeling
| Acteur         | Personage |
| -------------- | --------- |
| Ricardo Darín  | Julián    |
| Jérémie Renier | Nicolas   |
| Martina Gusman | Luciana   |

## Ontvangst

### Recensies
Op Rotten Tomatoes geeft 95% van de 19 recensenten de film een positieve recensie, met een gemiddelde score van 7,07/10. Website Metacritic komt tot een score van 67/100, gebaseerd op 8 recensies, wat staat voor "generally favorable reviews" (over het algemeen gunstige recensies)

### Prijzen en nominaties
Een selectie:
| Jaar | Evenement                            | Categorie                | Genomineerde                                                    | Resultaat   |
| ---- | ------------------------------------ | ------------------------ | --------------------------------------------------------------- | ----------- |
| 2012 | Cannes (65ste editie)                | Prix Un certain regard   | Elefante blanco                                                 | Genomineerd |
| 2012 | Filmfestival van Quebec (2de editie) | Grote juryprijs          | Elefante blanco                                                 | Gewonnen    |
| 2012 | Premio Sur (7de editie)              | Beste film               | Elefante blanco                                                 | Genomineerd |
| 2012 | Premio Sur (7de editie)              | Beste regisseur          | Pablo Trapero                                                   | Genomineerd |
| 2012 | Premio Sur (7de editie)              | Beste acteur             | Ricardo Darín                                                   | Genomineerd |
| 2012 | Premio Sur (7de editie)              | Beste origineel scenario | Alejandro Fadel, Martín Mauregui, Santiago Mitre, Pablo Trapero | Genomineerd |
| 2012 | Premio Sur (7de editie)              | Beste camerawerk         | Guillermo Nieto                                                 | Genomineerd |
| 2012 | Premio Sur (7de editie)              | Beste montage            | Nacho Ruiz Capillas, Andrés Pepe Estrada, Pablo Trapero         | Genomineerd |
| 2012 | Premio Sur (7de editie)              | Beste artdirector        | Fernando Brun                                                   | Genomineerd |
| 2012 | Premio Sur (7de editie)              | Beste kostuums           | Marisa Urruti                                                   | Genomineerd |
| 2012 | Premio Sur (7de editie)              | Beste geluid             | Carlos Lidon, Federico Esquerro                                 | Genomineerd |
| 2012 | Premio Sur (7de editie)              | Beste filmmuziek         | Michael Nyman                                                   | Genomineerd |
| 2013 | Cóndor de Plata (61ste editie)       | Beste film               | Elefante blanco                                                 | Genomineerd |
| 2013 | Cóndor de Plata (61ste editie)       | Beste regisseur          | Pablo Trapero                                                   | Genomineerd |
| 2013 | Cóndor de Plata (61ste editie)       | Beste acteur             | Ricardo Darín                                                   | Genomineerd |
| 2013 | Cóndor de Plata (61ste editie)       | Beste actrice            | Martina Gusmán                                                  | Genomineerd |
| 2013 | Cóndor de Plata (61ste editie)       | Beste mannelijke bijrol  | Jeremie Renier                                                  | Genomineerd |
| 2013 | Cóndor de Plata (61ste editie)       | Beste origineel scenario | Alejandro Fadel, Martín Mauregui, Santiago Mitre, Pablo Trapero | Genomineerd |
| 2013 | Cóndor de Plata (61ste editie)       | Beste camerawerk         | Guillermo Nieto                                                 | Genomineerd |
| 2013 | Cóndor de Plata (61ste editie)       | Beste montage            | Andrés P. Estrada, Nacho Ruiz Capillas, Pablo Trapero           | Genomineerd |
| 2013 | Cóndor de Plata (61ste editie)       | Beste artdirector        | Fernando Brun                                                   | Genomineerd |
| 2013 | Cóndor de Plata (61ste editie)       | Beste geluid             | Carlos Lidon, Federico Esquerro                                 | Genomineerd |
| 2013 | Cóndor de Plata (61ste editie)       | Beste filmmuziek         | Michael Nyman                                                   | Genomineerd |